# Henry Zambrano
Henry Zambrano Sandoval (* 7. August 1973 in Soledad) ist ein ehemaliger kolumbianischer Fußballspieler. Der Stürmer spielte elf Mal in der kolumbianischen Nationalmannschaft und gewann auf Vereinsebene drei Mal die kolumbianische Meisterschaft.

## Karriere

### Verein
Seine Vereinskarriere führte ihn zu bedeutenden Mannschaften seines Heimatlandes wie Independiente Medellín, América de Cali, Atlético Junior, Millonarios, Atlético Nacional und Deportes Tolima, wobei er insbesondere bei América de Cali und Medellín herausragende Leistungen zeigte. Mit América de Cali wurde er in der Saison 1996/97 kolumbianischer Meister und erreichte das Finale der Copa Libertadores 1996, das nach einem 1:0-Hinspielsieg gegen den argentinischen Topklub River Plate im Rückspiel mit 0:2 verloren ging. Mit Atlético Nacional gewann er die Meisterschaft 1999, und mit Deportes Tolima wurde er in der Finalrunde der Finalización 2003 ebenfalls kolumbianischer Meister.
Anfang der 2000er Jahre spielte er zudem in der Major League Soccer für die MetroStars, D.C. United und Colorado Rapids. Später war er auch kurzzeitig in Chile bei Deportes La Serena aktiv und ließ seine Laufbahn bei mehreren Vereinen der kolumbianischen Categoría Primera B ausklingen.

### Nationalmannschaft
Zambrano spielte mit der U20-Nationalmannschaft bei der Junioren-Fußballweltmeisterschaft 1993 und erzielte drei der fünf Tore Kolumbiens. Damit wurde er gemeinsam mit sechs weiteren Spielern Torschützenkönig, auch wenn sein Team in der Gruppenphase ausschied.
Im April 1994 debütierte Zambrano für die A-Nationalmannschaft beim Freundschaftsspiel gegen Bolivien und lief zehn Tage später beim Freundschaftsspiel gegen Nigeria auf. Danach blieb er knapp fünf Jahre ohne Einsatz im Nationalteam und wurde erst wieder im Februar 1999 aufgestellt. Nach weiteren Freundschaftsspielen spielte er bei der Copa América 1999 sein einziges Turnier im Nationaltrikot. Er spielte alle drei Gruppenspiele, die die Cafeteros allesamt gewannen. Im Viertelfinale, in dem Kolumbien ausschied, wurde Zambrano nicht eingesetzt. Nach dem Turnier bestritt er zwei weitere Freundschaftsspiele, zuletzt im Oktober 1999 gegen Argentinien. Insgesamt trug er elf Mal das Trikot der A-Nationalmannschaft.

## Erfolge
América de Cali
- Kolumbianischer Meister: 1996/97

Atlético Nacional
- Kolumbianischer Meister: 1999

Deportes Tolima
- Kolumbianischer Meister: 2003-F

Cortuluá
- Kolumbianischer Zweitligameister: 2009